# Impasse des Chevaliers
Impasse des Chevaliers är en återvändsgata i Quartier Saint-Fargeau i Paris tjugonde arrondissement. Impasse des Chevaliers, som börjar vid Rue Pixérécourt 40 och Rue des Pavillons 2, är uppkallad efter skylten Au Chevalier de l'Arc.

## Bilder
| - Gatuskylt. - Cœur-Eucharistique-de-Jésus. |

## Omgivningar
- Cœur-Eucharistique-de-Jésus
- Notre-Dame-de-Lourdes
- Jardin Emmi-Pikler
- Square des Saint-Simoniens

## Kommunikationer
- Tunnelbana – linje  – Télégraphe
- Busshållplats Borrego – Paris bussnät, linje 60

### Webbkällor
- ”Impasse des Chevaliers”. Mairie de Paris. https://web.archive.org/web/20190905051419/http://www.v2asp.paris.fr/commun/v2asp/v2/nomenclature_voies/Voieactu/1986.nom.htm. Läst 27 oktober 2022.
- ”Impasse des Chevaliers (20ème arrondissement)”. Les rues de Paris. https://web.archive.org/web/20190926213246/http://www.parisrues.com/rues20/paris-20-impasse-des-chevaliers.html. Läst 27 oktober 2022.